# Poolman
Pour plus de détails, voir Fiche technique et Distribution.
Poolman est un film américain réalisé par Chris Pine et sorti en 2023.
Il est présenté en avant-première au festival international du film de Toronto 2023.

## Synopsis
Darren Barrenman est un rêveur et philosophe en herbe. Il est employé comme nettoyeur de la piscine de l'immeuble Tahitian Tiki à Los Angeles. Avec deux de ses voisins, il aime s'immiscer dans les réunions du conseil municipal. Il entend alors parler d'un important vol d'eau, rappelant les guerres de l'eau en Californie, qui pourrait avoir de graves répercussions pour la « Cité des Anges ». Le nettoyeur de piscines va donc mener son enquête.

## Fiche technique
Sauf indication contraire, les informations mentionnées dans cette section peuvent être confirmées par la base de données cinématographiques IMDb,  présente dans la section « Liens externes ».
- Titre original : Poolman
- Réalisation : Chris Pine
- Scénario : Chris Pine et Ian Gotler
- Musique : Andrew Bird
- Décors : Erin Magill
- Costumes : Cindy Evans
- Photographie : Matthew Jensen
- Montage : Stacey Schroeder
- Production : Ian Gotler, Patty Jenkins, Chris Pine et Stacy Sher

Producteurs délégués : Matthew Dwyer, Jeff Elliott, Stuart Ford, Linda McDonough, Rick A. Osako et Jeanette Volturno
- Sociétés de production : AGC Studios (en), Barry Linen Motion Pictures et Shiny Penny Productions et Wicious Pictures
- Société de distribution : Paramount International (Canada)
- Budget : n/a
- Pays de production :  États-Unis
- Langue originale : anglais
- Format : couleur
- Genre : comédie policière
- Durée : 100 minutes
- Date de sortie[2] :
  - Canada : 11 septembre 2023 (festival de Toronto)
  - États-Unis : 10 mai 2024 (en salles)

## Distribution
- Chris Pine : Darren Barrenman
- Annette Bening : Diane
- Danny DeVito : Jack
- Ariana DeBose
- Jennifer Jason Leigh
- DeWanda Wise
- Ray Wise : Van Patterson
- Juliet Mills : Mme Van Patterson

## Production
En février 2022, il est annoncé que Chris Pine va faire ses débuts de réalisateur avec un film dont il a écrit le scénario avec Ian Gotler. Il est précisé que Chris Pine tiendra également le rôle principal, aux côtés d'Annette Bening et Danny DeVito. Chris Pine déclare avoir eu l'idée du film lors d'une conversation avec la réalisatrice Patty Jenkins, qui rejoindra ensuite le projet comme productrice. En mai 2022, Ariana DeBose et Jennifer Jason Leigh rejoignent la distribution. En juillet 2022, DeWanda Wise est également annoncée.
Le tournage débute en juin 2022 à Los Angeles.

## Sortie
Fin 2022, AGC International vend les droits internationaux hors États-Unis à Paramount Pictures, StudioCanal et Lionsgate.
En juillet 2023, il est annoncé que le film fait partie de la sélection du festival international du film de Toronto 2023.